# Acamprosat
Acamprosat, N-Acetylhomotaurin, ist ein Arzneistoff, der in der unterstützenden Behandlung der Alkoholkrankheit verwendet wird, genauer zur Unterstützung der Abstinenz bei alkoholabhängigen Patienten.
Die auch als N-Acetylhomotaurin bezeichnete Substanz ist verwandt mit den im Gehirn aktiven Neurotransmitter-Aminosäuren γ-Aminobuttersäure (GABA), Glutamat und Taurin.

## Entwicklungsgeschichte
1984 wurde Acamprosat von dem kleinen französischen Unternehmen Meram zur Therapie von Epileptikern und Alkoholabhängigen entwickelt. Bereits 1987 erhielt Meram eine vorläufige Zulassung für die Substanz in Frankreich. 1989 hat das Unternehmen den Wirkstoff auf den dortigen Markt gebracht. Für die Vorbereitung zur EU-weiten Zulassung hat die französische Firma Lipha (ein Tochterunternehmen der Merck KGaA) die Substanz übernommen und zwölf placebokontrollierte Multicenterstudien mit insgesamt etwa 4000 Patienten durchgeführt. Im Dezember 1995 erfolgte die Zulassung von Campral in Deutschland. Mitte März 1996 brachte Lipha ein Acamprosat-haltiges Arzneimittel als Campral® auf den Deutschen Markt. Im Juli 2004 wurde Campral® in den USA „zur Aufrechterhaltung der Alkoholabstinenz bei alkoholabhängigen Patienten zugelassen, die zu Beginn der Behandlung bereits alkoholabstinent sind“, Vertriebspartner in den USA ist Forest Laboratories. 1999 bekam Campral den Galenus-von-Pergamon-Preis.

## Medizinische Daten

### Wirkungsprinzip
Acamprosat, ein Derivat der Aminosäure Homotaurin, dämpft eine durch den Botenstoff Glutamat ausgelöste Übererregbarkeit des Gehirns, indem es die Rezeptoren der Nervenzellen besetzt und dadurch das Andocken von Glutamatmolekülen verhindert. Homotaurin ist ein GABAerger Agonist.
Da Alkoholkranke besonders viel Glutamat im Gehirn aufweisen (der Grund ist unklar), wird Acamprosat in der ambulanten Therapie der Alkoholkrankheit eingesetzt, um das Verlangen nach Alkohol zu reduzieren. Nicht jeder Alkoholkranke reagiert jedoch auf Acamprosat. Acamprosat ist nicht geeignet zur Behandlung der Symptome eines Alkoholentzugs.

### Pharmakokinetik
Weniger als 10 Prozent der Dosis wird aus dem Gastrointestinaltrakt resorbiert. Gleichzeitige Nahrungsaufnahme vermindert die Resorption. Die Resorptionsquote unterliegt daher großen individuellen Schwankungen. Maximale Blutspiegel stellen sich nach ungefähr 4 Stunden ein. Acamprosat überwindet die Blut-Hirn-Schranke, wird nicht an Plasmaproteine gebunden und unterliegt keiner Biotransformation. Es wird unvermindert über die Niere ausgeschieden und hat eine Plasmahalbwertszeit von 13 Stunden.

### Anti-Craving
Acamprosat wird als Anti-Substanzverlangen-Substanz beim Alkoholentzug verwendet. Der Patient sollte bereits vor Einnahme etwa 5 Tage abstinent sein. Die gleichzeitige Einnahme von Acamprosat und Alkohol verändert weder die Pharmakokinetik von Acamprosat noch die des Alkohols.

### Nebenwirkungen
Häufige Nebenwirkungen sind Durchfall (Diarrhöe), Blähungen (Flatulenz), Übelkeit und Erbrechen, Juckreiz und Hautausschlag. Acamprosat beeinflusst die Fahrtüchtigkeit nicht, ein Suchtpotential ist nicht bekannt.

### Wechselwirkungen
Wechselwirkungen mit anderen Medikamenten oder Alkohol sind nicht zu erwarten.

### Pharmazeutische Informationen

Strukturformel des Calciumsalzes von Acamprosat

Acamprosat ist oral wirksam. Arzneilich verwendet wird das Calcium-Salz.

## Handelsnamen
Acamprosat ist in Deutschland, Österreich und der Schweiz unter dem Namen Campral im Handel erhältlich.